# Prvo europsko nogometno natjecanje reprezentacija hrvatskih nacionalnih manjina 2006.
Prvo Europsko nogometno natjecanje reprezentacija hrvatskih nacionalnih manjina održano je u Splitu 2. i 3. prosinca 2006. godine u organizaciji Hrvatskog nogometnog saveza i Hrvatske matice iseljenika.

## Mjesta odigravanja
Igralo se na igralištima u Splitu, Solinu i Dugopolju.

## Sudionici
Na natjecanju su nastupili predstavnici nacionalnih manjina iz Austrije, Mađarske, Rumunjske, Makedonije, Crne Gore, Slovenije i Vojvodine. U prvoj skupini su bili Hrvati iz Crne Gore, Mađarske, Slovenije i Vojvodine. Favorit natjecanja bila je reprezentacija Hrvata iz Crne Gore koju je vodio trener Anto Drobnjak, bivši jugoslavenski reprezentativac.
Pobjednik ovog prvenstva stječe pravo sudjelovanja na svjetskom prvenstvu hrvatskih nacionalnih manjina koje je bilo najavljeno za 2007. godinu. 7 sudionika je već bilo određeno, po 3 iz Europe, po 1 iz Sjeverne i Južne Amerike, Australije i Južne Afrike. 8. sudionik je predviđen iz zajednica autohtonih Hrvata. Hrvati s Kosova, iz Slovačke i moliški Hrvati iz Italije nisu uspjeli sastaviti reprezentaciju. Uvjet za igrače je bio igranje u domaćem prvenstvu, odnosno boravak na teritoriju svoje države.

## Rezultati
Prvi prvak Europe za hrvatske nacionalne manjine je momčad Gradišćanskih Hrvata iz Austrije koja je u finalu pobijedila Sloveniju s 3:1. 
Za treće mjesto momčad Hrvata iz Vojvodine pobijedila je sastav Hrvata iz Rumunjske s 3:2.  
Kao prvaci Europe za hrvatske nacionalne manjine Gradišćanski Hrvati otvarili su i plasman na Prvo svjetsko nogometno natjecanje hrvatskih iseljenika 2007.

## Konačni poredak
1. Gradišćanski Hrvati 

2. Slovenski Hrvati

3. Vojvođanski Hrvati

4. Rumunjski Hrvati

## Priznanja
Najbolji vratar: Stefan Kokošić (Gradišćanski Hrvati)

Najbolji igrač: Dejan Godar (Vojvođanski Hrvati)

Najbolji strijelac: Johan Eisner (Gradišćanski Hrvati), 6 pogodaka

Fair-play: Makedonski Hrvati

## Vanjske poveznice
- Poznat je kader za Svitsko prvenstvo[neaktivna poveznica] (na gradišćanskom hrvatskom)
- Subotičke novine  Arhivirana inačica izvorne stranice od 12. siječnja 2007. (Wayback Machine) (srp.) Dejan Godar najbolji igrač
- Članak u "Slobodnoj Dalmaciji" Domovina zove
- Matica Austrija pobjednik prvog Europskog nogometnog prvenstva hrvatskih manjina, 5. prosinca 2006.[neaktivna poveznica]